# La Mueca (murga)
La Mueca fue una murga (de estilo uruguayo) que tuvo su trayectoria artística entre los años 1983 y  1992. Fue de las llamadas en la época "Murgas cooperativas", denominación que sugería el trabajo colectivo y la ausencia de dueño. Fue compañera de otras murgas debutantes también en el "Carnaval mayor": "La Justa", "La que faltaba" y "La Marquesa del asfalto". Fue la primer murga en presentar un Repertorio Unitario ("El Juicio", Carnaval de 1985).

## Orígenes
Los orígenes de La Mueca los encontramos en el invierno de 1983 en el local de ASU (Acción Sindical Uruguaya). Allí se estaba gestando un pequeño grupo con intenciones de formar una murga. Anteriormente a esto y desde el año 1982 existía en Montevideo un movimiento artístico que se lo conoció como "Murgas Universitarias". Eran murgas totalmente amateurs desarrolladas en el seno de las Facultades Universitarias. De las más conocidas eran: "La Entubada" (Química),  "No hay Derecho" (Derecho), "Criticanto" (Ciencias Económicas), "Degeneración 80" (Ingeniería) y "Construyendo" (Instituto de Enseñanza de la Construcción - IEC). La Mueca entonces se forma con integrantes de aquel grupo de ASU, con integrantes del fenómeno "Murgas Universitarias" y también con algunos músicos del "Canto Popular". 

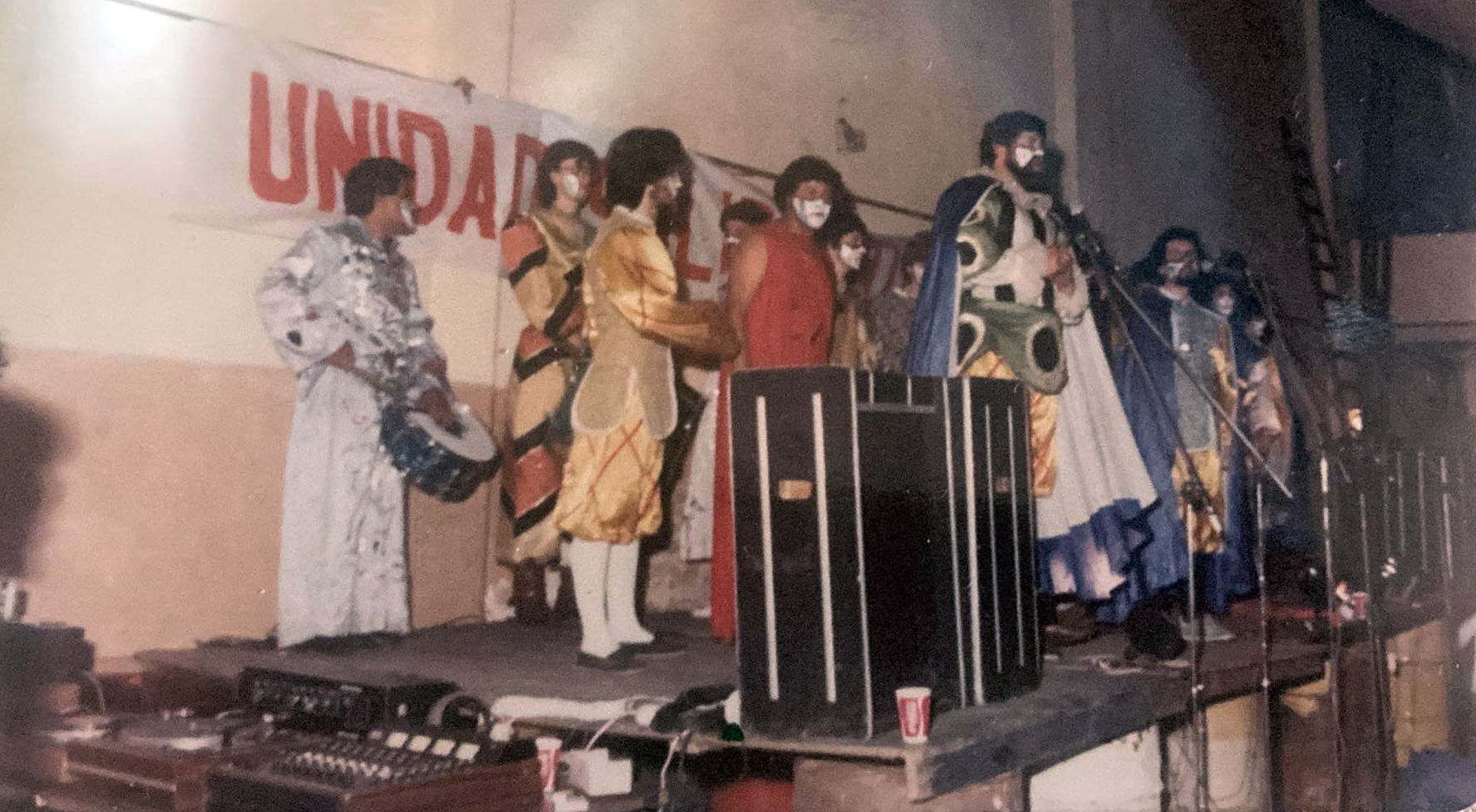
La Mueca en 1983

## Inicios
La Coordinación estaba a cargo de Eliseo Piedra, quien era un conocido referente del Canto Popular, recitador y representante artístico. Los primeros textos de la etapa de ASU eran de Agamenón Castrillón y Francisco "Pancho" Rey. Más tarde Luis Ubiña también escribiría algunas estrofas. A fines del invierno de 1983 el elenco estaba casi formado y luego de deambular por varios Clubes Sociales y Deportivos de Montevideo para realizar los ensayos, terminan en el "Club de Residentes de Rivera" en el barrio Pocitos, en la calle Avda. Brasil entre Simón Bolívar y Brito del Pino. En la Dirección Escénica y Arreglos contaban con Mario Ipuche quien venía de las Murgas Universitarias y del Canto Popular. Una vez que el proyecto empezó a tomar forma apelaron a la ayuda del poeta-escritor Aldo D. Ipuche (padre de Mario Ipuche) quien les escribió la Presentación ("Viene caminando") y la Retirada ("Murga, Pueblo, Pueblo, Murga"). El nombre "La Mueca" es de la inventiva de Sergio Paglietta Ferrizo, integrante casi que de los primeros días, voz solista, actor, muy buen "Cupletero", quien también aportó en los textos junto a Mario Ipuche, Raúl "Indio" Fagúndez, Juan Faroppa y William Corujo."
"En ese grupo de grupos combativos también estaban Antimurga BCG, La Bohemia, La Solidaria, La Mueca y La Justa, además de las reconocidas cuatro grandes de La Teja, indica el máximo creador de la murga de las cuatro estaciones." 

## Carnaval Oficial (Concurso Teatro de Verano)

### 1984 - Murga, Pueblo, Pueblo, Murga:[8]
- Presentación "Viene caminando..." (textos: Aldo D. Ipuche, con aportes de Agamenón Castrillón). [8]
- Potpurrí "Risas, muecas y otras yerbas..." (textos: Sergio Paglietta, William Corujo, Raúl Fagúndez, Mario Ipuche, Juan Faroppa). [8]
- Cuplé "Caminante" (textos: William Corujo / Cupletero: Francisco Rousserie). [8]
- Cuplé "El libro" (textos: Juan Faroppa / Cupleteros: Alejandro Salkind y Sergio Paglietta).[8]
- Retirada "Murga, Pueblo, Pueblo , Murga" (textos: Aldo D. Ipuche, con aportes de Sergio Paglietta y Mario Ipuche). [8]

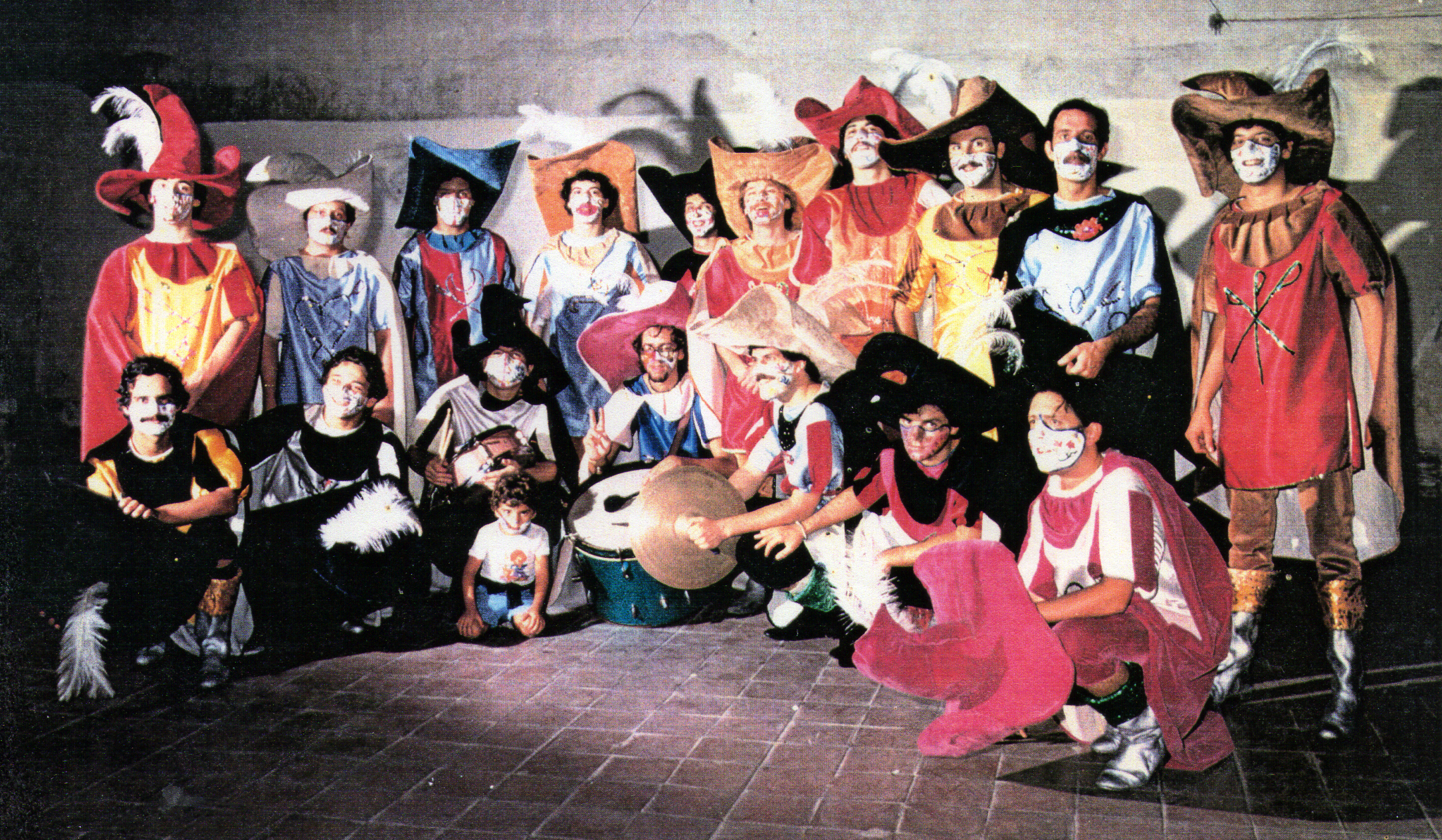
La Mueca en 1984
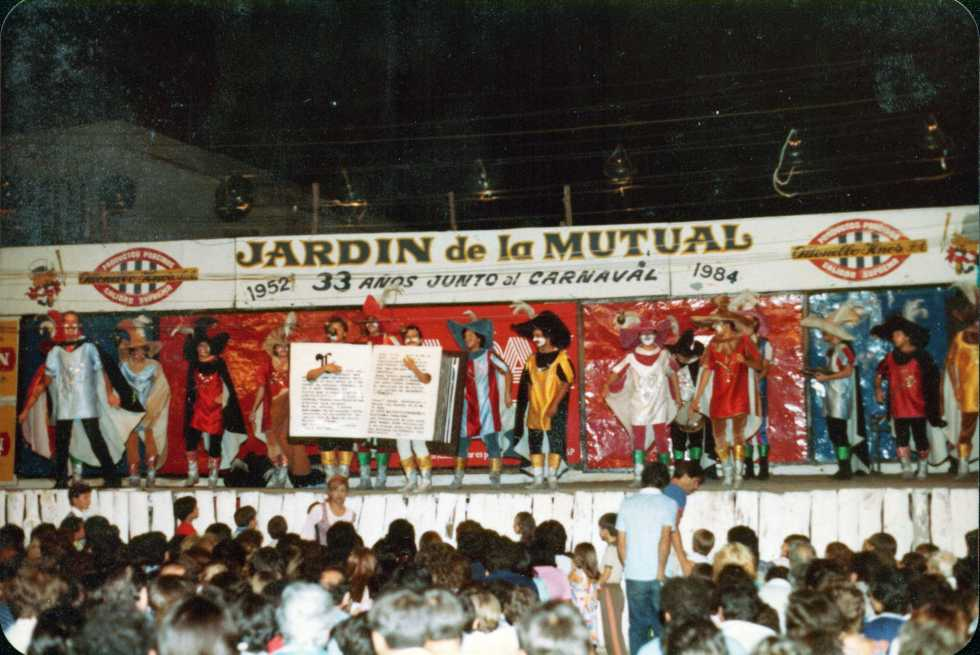
Cuplé El libro en el Tablado Jardín de la Mutual
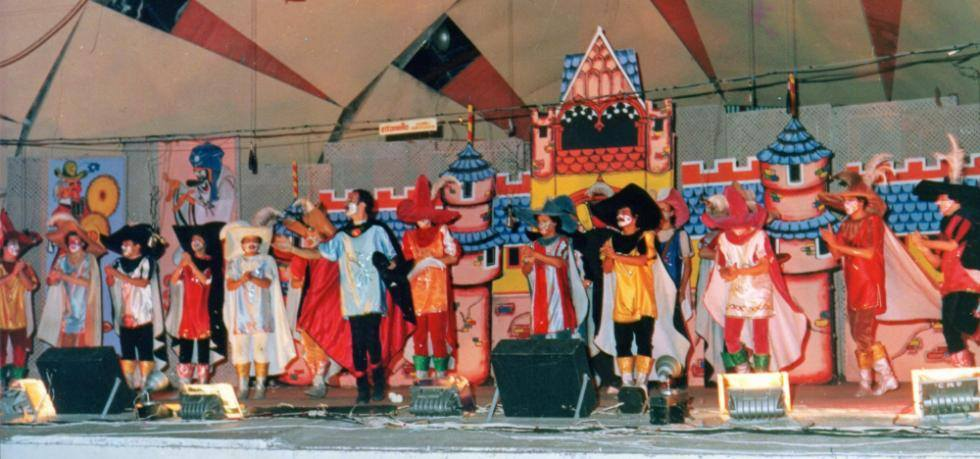
La Mueca en 1984.

### Prensa escrita - 1984:[5][6][9][10]
"Otra novedad dentro de una noche de gratas novedades en lo que a realizaciones se refiere. Muy buena su actuación. Se trata de una murga ágil, potente y profunda en su "decir." (Diario "Mundocolor" - 1984)
"Buen trabajo el logrado por este conjunto, con gran movilidad, vistosos y coloridos trajes, buen coro y solistas." (Diario "El Diaro" - 1984)
"Fue una murga de joven integración y que en su letra se ocupó de manera fundamental de la política, de los niños inmigrantes, del cooperativismo y de la situación latinoamericana." (Diario "Mundocolor" - 1984)  
```
INTEGRANTES 1984:

Dirección Responsable
: Ruben Colman

Dirección escénica y Arreglos
: Mario Ipuche

Primos:
 Francisco Rousserie, William Corujo, Alejandro Salkind, Roberto Opalo, Sergio Paglietta, Roberto Balestrino, Ismael Tortosa

Sobreprimos:
 Carlos Ballaque, Raúl Fagúndez, Ruben Pérez

Segundos:
 Carlos Suárez, Antonio Coelho, Dionel Scariato

Bajos:
 Marcelo Arámbulo, Juan Faroppa, Rodolfo Pose

Batería:
 Ruben Colman (bombo), César Falcón (redoblante), Luis Ortíz (platillos)

Utileros:
 Rafael Velazco, Víctor Uriarte

Representante:
 Eliseo Piedra

Vestuarista:
 Walter Prieto

Textos:
 Aldo D. Ipuche, Agamenón Castrillón, Luis Ubiña, Sergio Paglietta, Mario Ipuche, William Corujo, Juan Faroppa, Raúl Fagúndez
```

```
"Murga, Pueblo, Pueblo , Murga

siguen el mismo rumbo, abrazo y palpitar
la Murga en su decir es del Pueblo la voz
y vuelve en cada Carnaval
a acompañarlo en su esperar.
Murga, Pueblo, Pueblo, Murga
la misma huella van, sendero y caminar
el Pueblo en su vivir le da la inspiración
La Mueca en cada Carnaval
le da una risa y un soñar."
(Canción final de la Retirada 1984 - Aldo D. Ipuche)
```

### Desfiló en Silencio
El 10 de marzo de 1984, LA MUECA participa en el desfile de cierre de Carnaval por la Avda. 18 de Julio de Montevideo. Lo hace en silencio, sin tocar la batería, ni cantar ni bailar, caminando como forma de protesta ante la tremenda represión de la Dictadura ocurrida el día anterior en el Desfile de Llamadas. Entre los más de cincuenta detenidos se encontraba Mirtha, una querida compañera de la Murga y esposa de uno de sus integrantes. La preocupación, la tristeza y el temor por la situación de la compañera, sumados a la impotencia ante la salvaje represión en el Desfile de Llamadas, llevaron a la murga a buscar una forma de protesta, con los recursos a su alcance, para hacerse oír: EL SILENCIO.

### Cassette "De frente y de canto"[17]
En 1984, para la campaña electoral del Frente Amplio, se grabó esta Cassette donde figuran importantes artistas del Canto Popular y del Canto Nacional en general. El tema 2 del lado 1, titulado "El Frente Amplio Presente" compuesto por Raúl "Tinta brava" Castro y Jaime Roos, está cantado por un seleccionado de las murgas "de izquierda" de la época: Falta y Resto, Diablos Verdes, La Reina de la Teja, La Princesa, La Justa, La que faltaba, La BCG y La Mueca.

### 1985 - El Juicio (Primer "Repertorio Unitario" del Carnaval)[18][19]
```
"Música antigua y nocturna

calle y ternura
desde el vientre del pasado
bajo la luna,
sobremaderas, La Mueca al fin
pena y dulzura..."
(Presentación 1985 - William Corujo)
```

Idea original de William Corujo y Juan Faroppa en principio escrita en el año 1983 para la Murga "No hay derecho" de la Facultad de Derecho, de la que ellos eran estudiantes. Antes de terminar el carnaval del 84, Corujo y Faroppa adaptan El Juicio para hacerlo con La Mueca al año siguiente. Para este Carnaval del 85 La Mueca crea, por primera vez en el Carnaval, el concepto de "Repertorio Unitario". Salían del clásico molde preestablecido utilizado hasta el momento de: 1. Presentación, 2. Potpurrí, 3. Cuplé y 4. Retirada. En el repertorio plantean un Juicio al Proceso Cívico-Militar que sufrió el Uruguay entre 1973 y 1984. La propia Murga era el Jurado y se iban sucediendo los Testigos: El Ruralista, el Jubilado el Trabajador el Periodista la Democracia el Exiliado y finalmente declaraba La Justicia También La Mueca fue una de las primeras en integrar música original en su repertorio. De hecho la "Sentencia final" de este Juicio tenía música inédita del popular músico uruguayo Gualberto Domínguez ("Hemos concluido señor Fiscal..." y parte de la Retirada contaba con melodías originales del músico, también uruguayo, Dionel Scariato ("Al final, los acordes acompañarán..." y "Vamos levanta tu espalda...") Hoy, el Repertorio Unitario ya es un estilo aceptado, perfeccionado y desarrollado por muchas murgas uruguayas. En el año 1985 fue un aporte importante que La Mueca ofreció en ese Carnaval gracias a la imaginación, la creatividad y el talento de los letristas y la apuesta y la confianza de todo el elenco de La Mueca '85. A nivel de vestuario y para dar sensación de continuidad en el espectáculo el cambio de vestimenta se hacía sobre el escenario, marcando de esta forma también una renovación para la categoría de murgas.

### Censura
En ese año '85, y aún volviendo a reinar el orden democrático en el país, existía una férrea Censura en el Carnaval, con su respectiva "Comisión de Control" como se autodenominaba, presidida por Ricardo Durán, Díaz Espino por Espectáculos Públicos, Comisario Erode Ruíz por el Ministerio del Interior y Ernesto Bentivoglio por el Consejo del Niño.  Los problemas que tuvo La Mueca con dicha Comisión fueron muchos y muy graves. El Repertorio fue totalmente censurado, sufriendo además la amenaza explícita del Presidente de la Comisión de Control: "aténganse a las consecuencias", frente a la negativa de La Mueca de aceptar la Censura. Ricardo Durán, presidente de la Comisión de Control, ofició luego como tercer jurado en el Concurso Oficial de Agrupaciones Carnavalescas.
La Mueca se presentó al Carnaval de 1985, cantando todo el repertorio censurado, a pesar de las amenazas de la Comisión de Control. Las consecuencias se plasmaron en el puesto final del Concurso Oficial: de las murgas que pasaron a la "Segunda Ronda", La Mueca fue ubicada en último lugar (puesto 26).

Esto quedó plasmado en el libro "Rompe la quietud" de la escritora Lalo Barrubia:

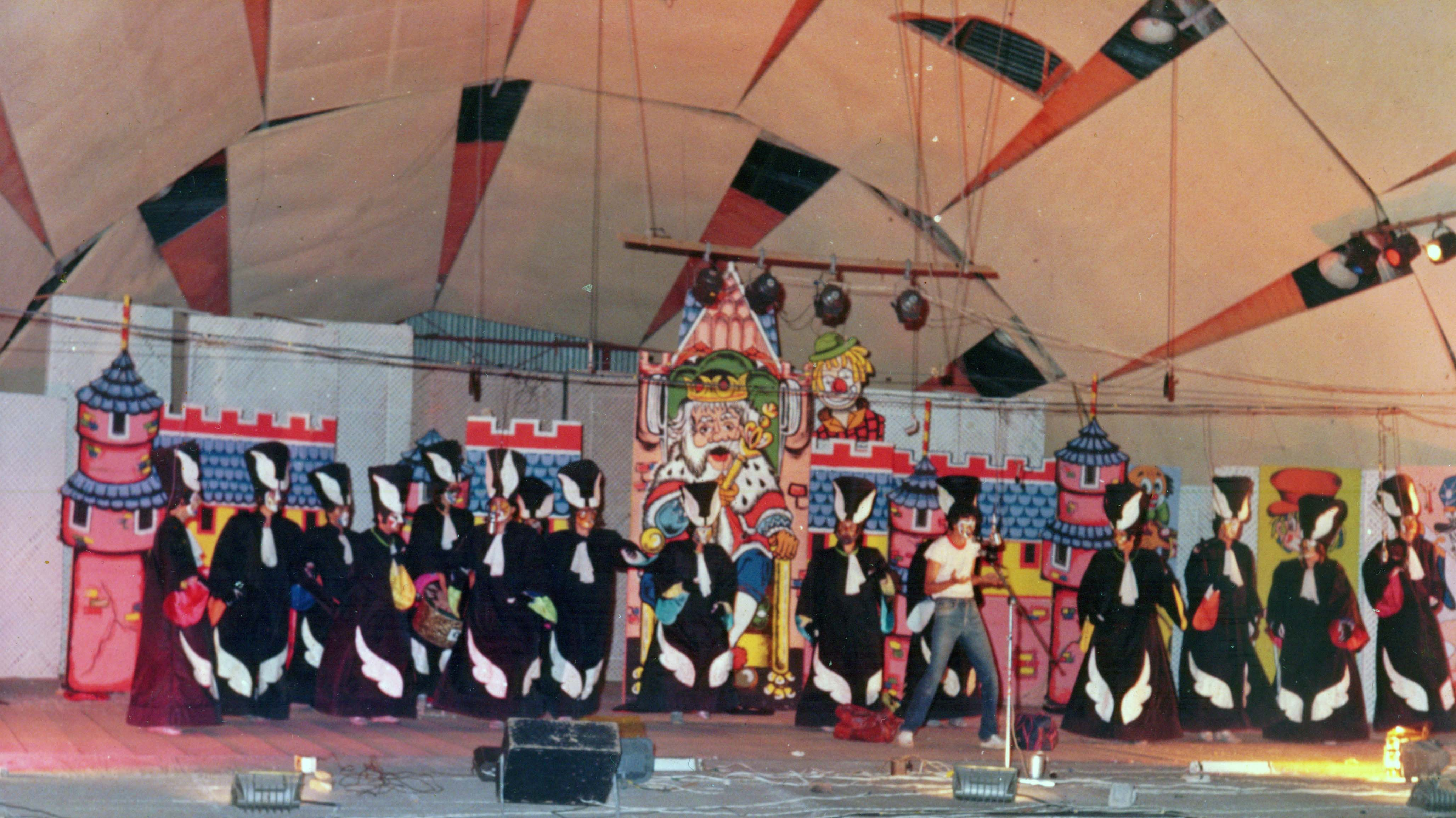
Teatro de Verano Ramón Collazo
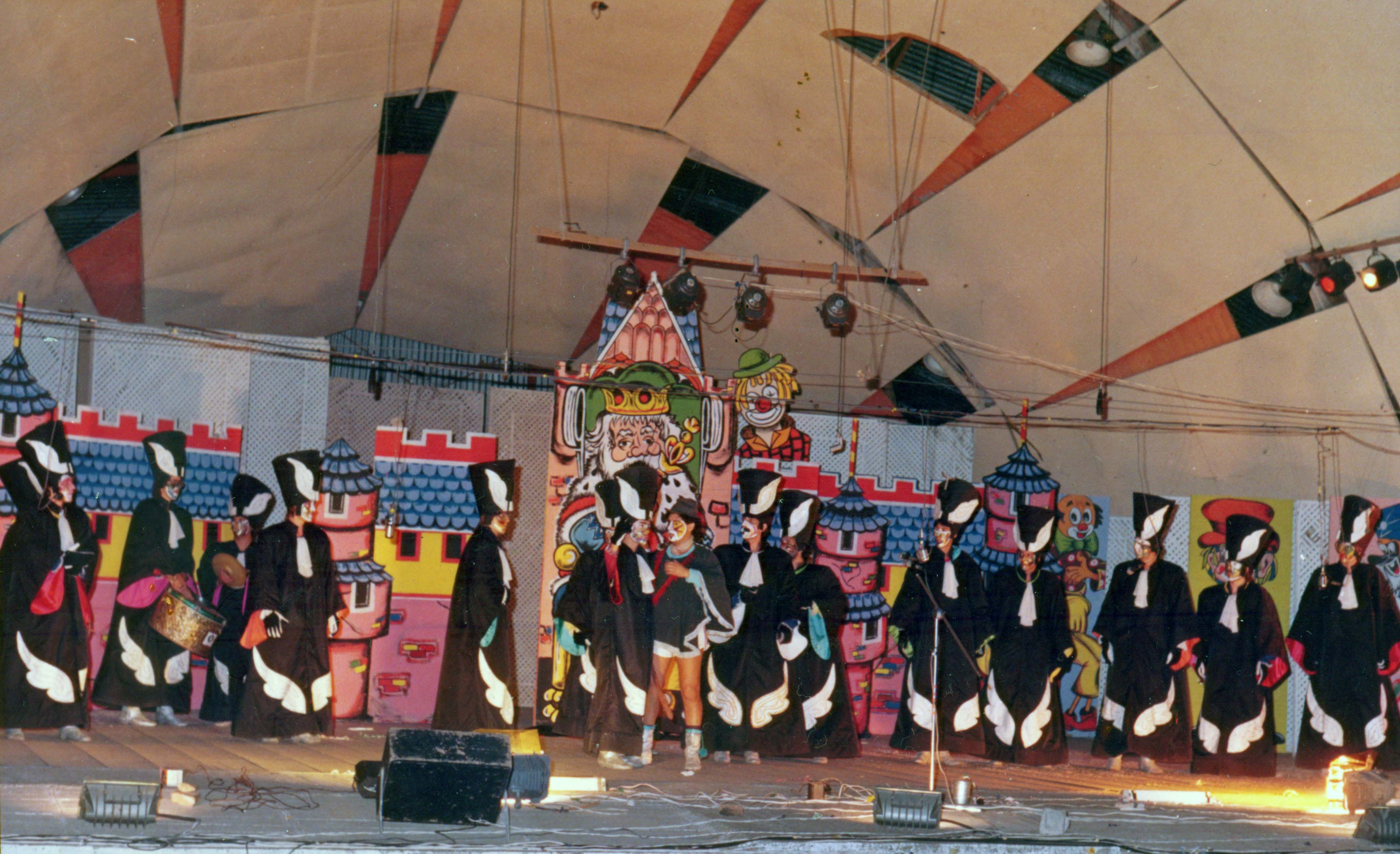
Teatro de Verano Ramón Collazo

### Prensa escrita - 1985:[35][36][37][38][39][40]
"... brindó un espectáculo original, cuestionador, un cantar jugado a una gran causa, a un hermoso ideal humano y social que el público entendió y compartió." (Diario "La Hora" - 1985) 
"La Mueca volvió a demostrar que dentro de las murgas chicas surgidas en año pasado en nuestro carnaval, es de las que están dispuestas en forma más rápida a pegar "el salto". (Diario "El Diario" - 1985) 
"... y la murga "La Mueca" cuyo planteamiento escénico y libretístico, tuvo facetas por demás originales […] ratificó su nivel anterior con original planteamiento social ("El Juicio") ganando firmes aplausos por su veta renovadora". (Diario El Día - 1985 

```
INTEGRANTES 1985:
[
18
]

Dirección Responsable
: Ruben Colman

Dirección escénica y Arreglos
: Mario Ipuche

Primos:
 Francisco Rousserie, Manuel Clavel, José Rodríguez, Sergio Paglietta, Enrique Garrigós, Carlos Ballaque, Alfredo Changala

Sobreprimos:
 Jorge Ferreira, Darwin Pirri, Walter Etchenique

Segundos:
 Antonio Coelho, Dionel Scariato, Hugo Paz

Bajos:
 Juan Ángel Rodríguez, Carlos Ben, Antonio Pérez

Batería:
 Ruben Colman (bombo), Gerardo Reynolds (redoblante), Zelmar Caetano (platillos)

Utileros:
 Jorge Vázquez (h), Alberto Mena

Representante:
 Eloy Calvo

Vestuarista:
 Blanca Quaglia

Textos:
 William Corujo, Juan Faroppa, con colaboración de Hugo Paz
```

```
"Cielo, mi cielito lindo

flor de la Banda Oriental
habrá Patria para todos
cuando amanezca igualdad.
Vamos que ya es tiempo
estrechando manos
para abrir en cielo de los Orientales
vamos que ya es tiempo
pueblo soberano
que la historia espera tu liberación
vamos que La Mueca
empuña su canto
que sube a lo alto abriendo..."
(Canción final de la Retirada 1985 - William Corujo)
```

## Documental "Elecciones Generales"
En octubre de 1984 La Mueca tuvo participación en el Documental del cineasta Uruguayo César de Ferrari, titulado "Elecciones Generales". Haciendo referencia al papel de las murgas en la lucha contra la dictadura es que aparecen imágenes de  La Mueca ensayando para el Carnaval del siguiente año y una entrevista a uno de los libretistas: William Corujo. Asimismo, en el año 1994, este fragmento aparece en la serie del periodista Ángel María Luna: "Fin de Siglo electoral". También en el año 2019 este fragmento forma parte del informe "7 películas reflejaron los comicios en la gran pantalla", preparado por el periodista Christian Font, para el informativo "Telenoche 4", emitido por Canal 4 Montecarlo de Montevideo. Uruguay.

El film es estrenado por Cinemateca Uruguaya, el 25 de noviembre de 1984 e incluido en la grilla de la institución.

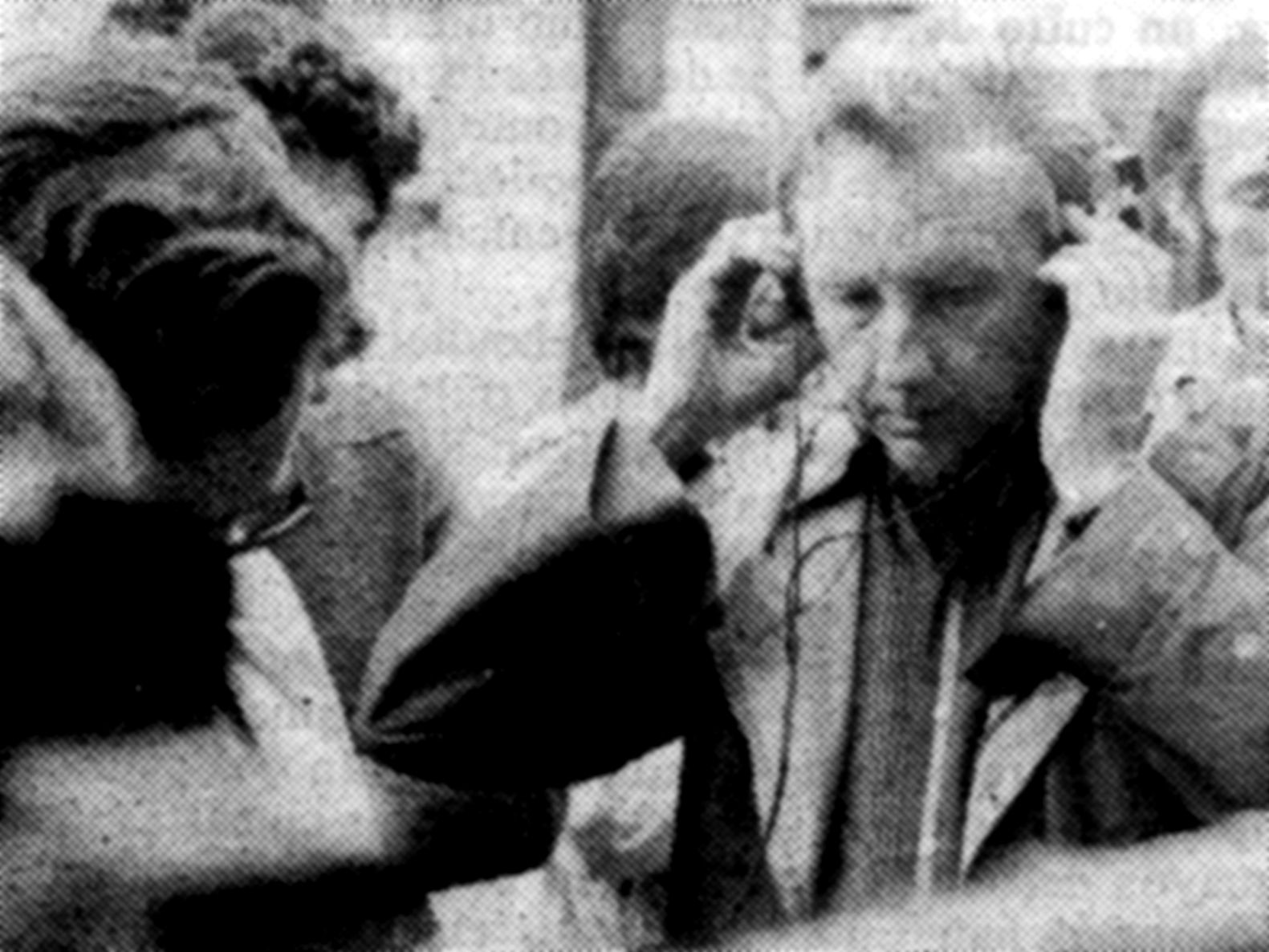
César de Ferrari, Rodaje de "Elecciones Generales"
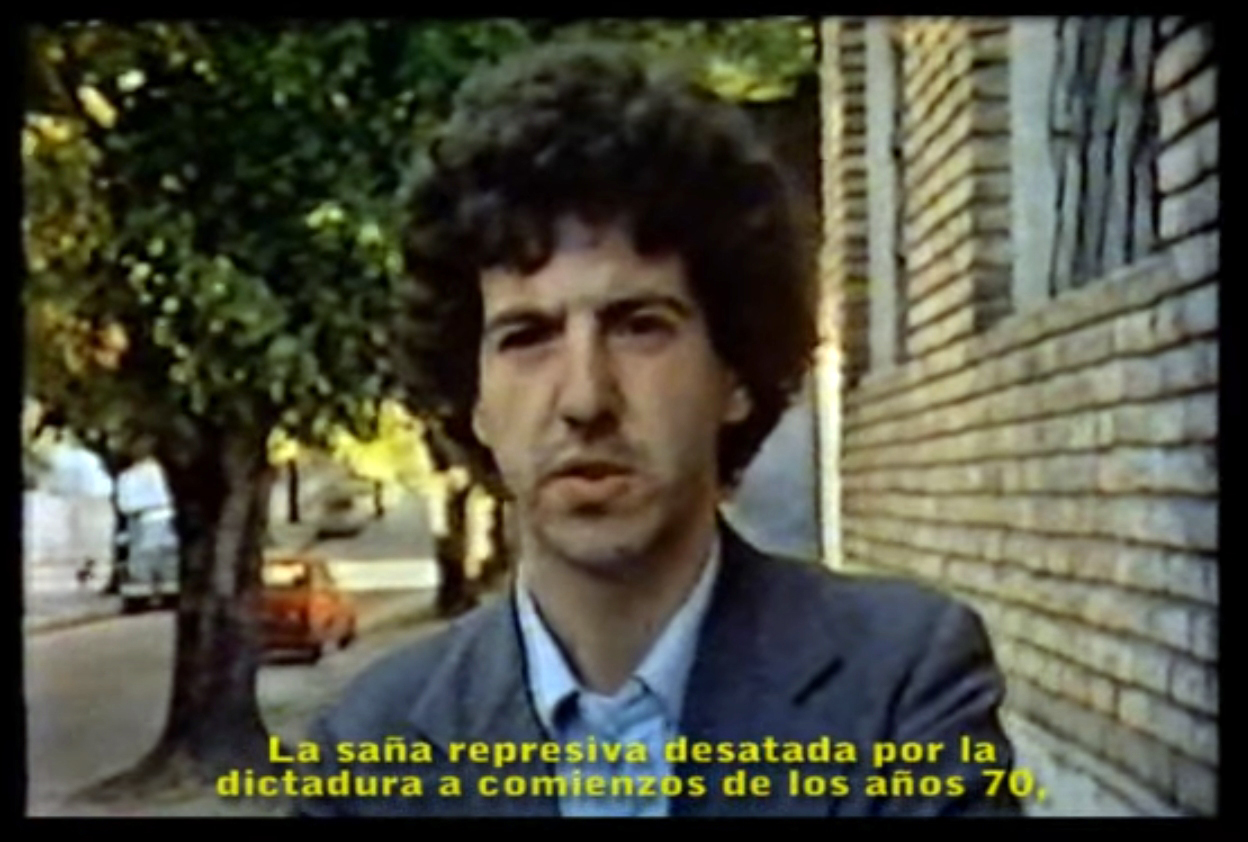
William Corujo, entrevista Elecciones Generales
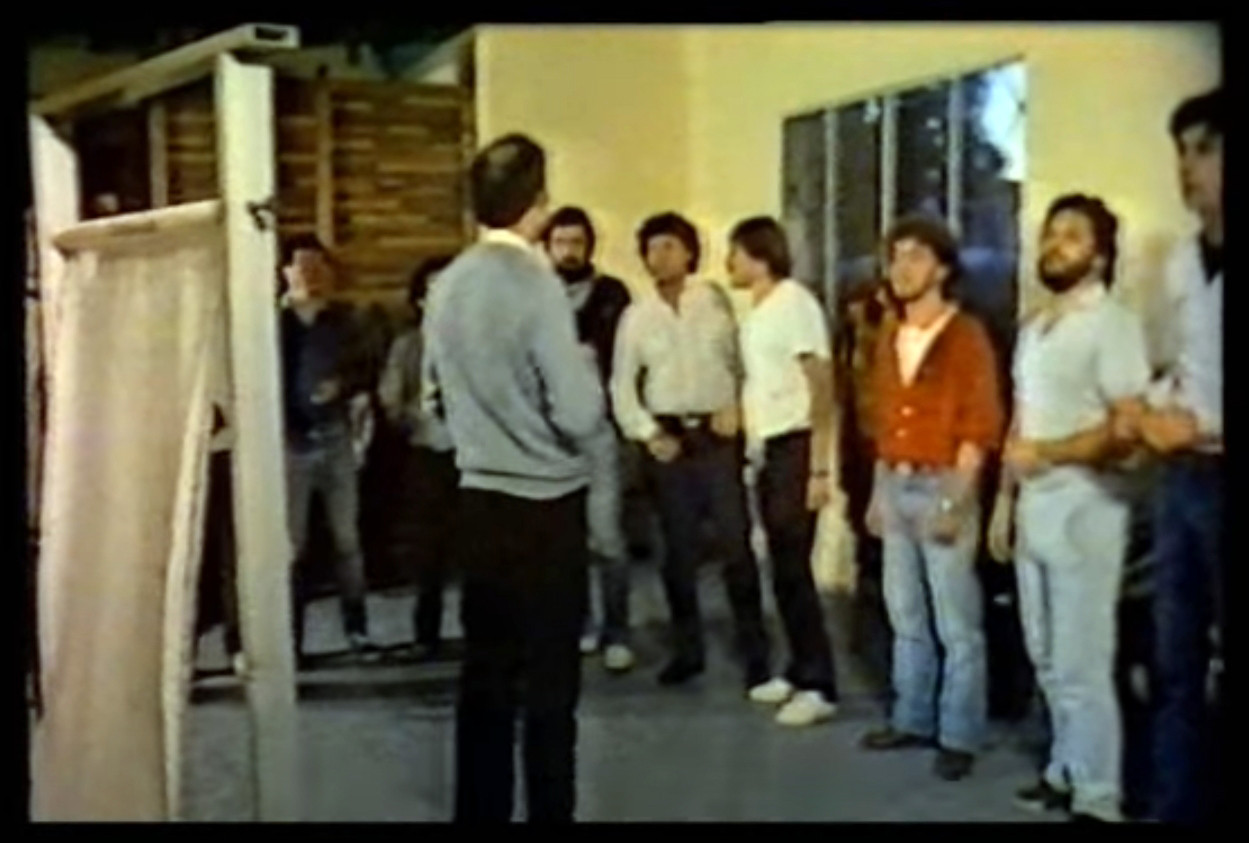
La Mueca en 1985, ensayo Club Layva

```
"Cantamos para decirle

que se nos perdió la rima
que nos quitaron poemas
mas nunca la fantasía.
Si el coro no es afiatado
y tiene aspereza el trino
es porque nuestras gargantas
sólo saben de quejidos"

(Inicio de "El Juicio" - 1985 - William Corujo)
```

## La Paz, Bolivia - 1990[49]
En agosto de 1990 La Mueca es invitada por la comunidad de uruguayos en La Paz (Bolivia), en el marco de los festejos del 175 Aniversario de la Declaratoria de Independencia de Uruguay.
La prensa de este país se hizo eco de la primera visita de una murga uruguaya en la ciudad de La Paz.
Las actividades fueron múltiples de las que se destacan:
- Ciclo de actuaciones en "La Cueva del Arte: El Socavón".[52][53]
- Actuaciones en el Paraninfo y Comedor Universitario UMSA, auspiciados por La Universidad Mayor de San Andrés, Canal 13 Universitario y "Casa del Uruguay".[54]
- Canal 7 de La Paz (Bolivia TV).
- Festejo del 175 Aniversario de la Declaratoria de la Independencia de Uruguay, en la "Casa del Uruguay".[55]

```
INTEGRANTES Bolivia - 1990:

Dirección escénica y Arreglos:
 Mario Ipuche

Primos:
 Sergio Paglietta, Raúl Fagúndez

Sobreprimos:
 Edgardo Sosa

Segundos:
 Dionel Scariato, Enrique Garrigós

Bajos:
 Juan Ángel Rodríguez, Antonio Pérez

Batería:
 Juan Maresca (bombo), Gabriel Pujol (redoblante)

Textos:
 Raúl Fagúndez

Producción:
 Yolanda Cano, Dionel Scariato, Mario Ipuche
```

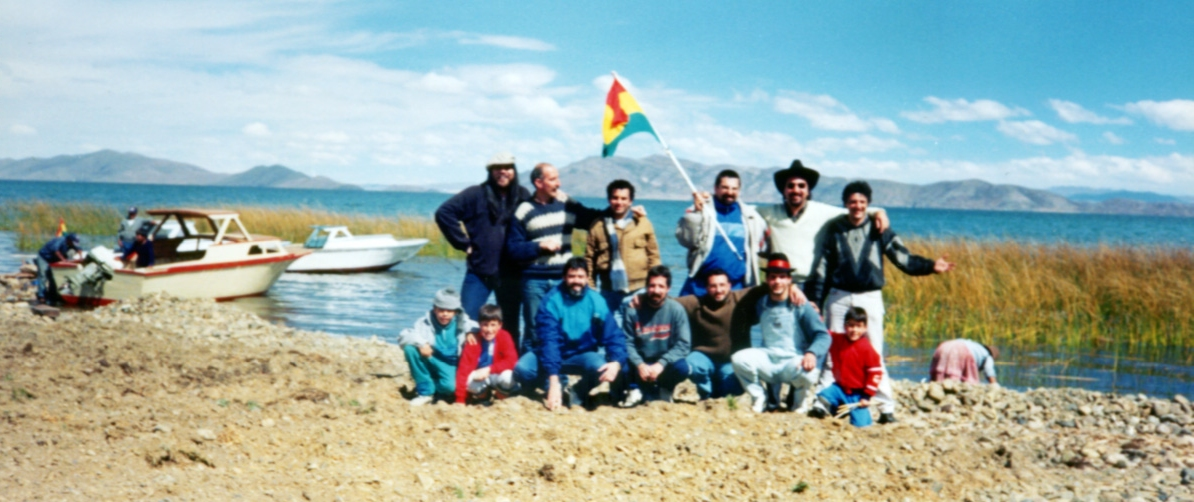
La Mueca 1990 - Lago Titicaca (Bolivia). ago-1990
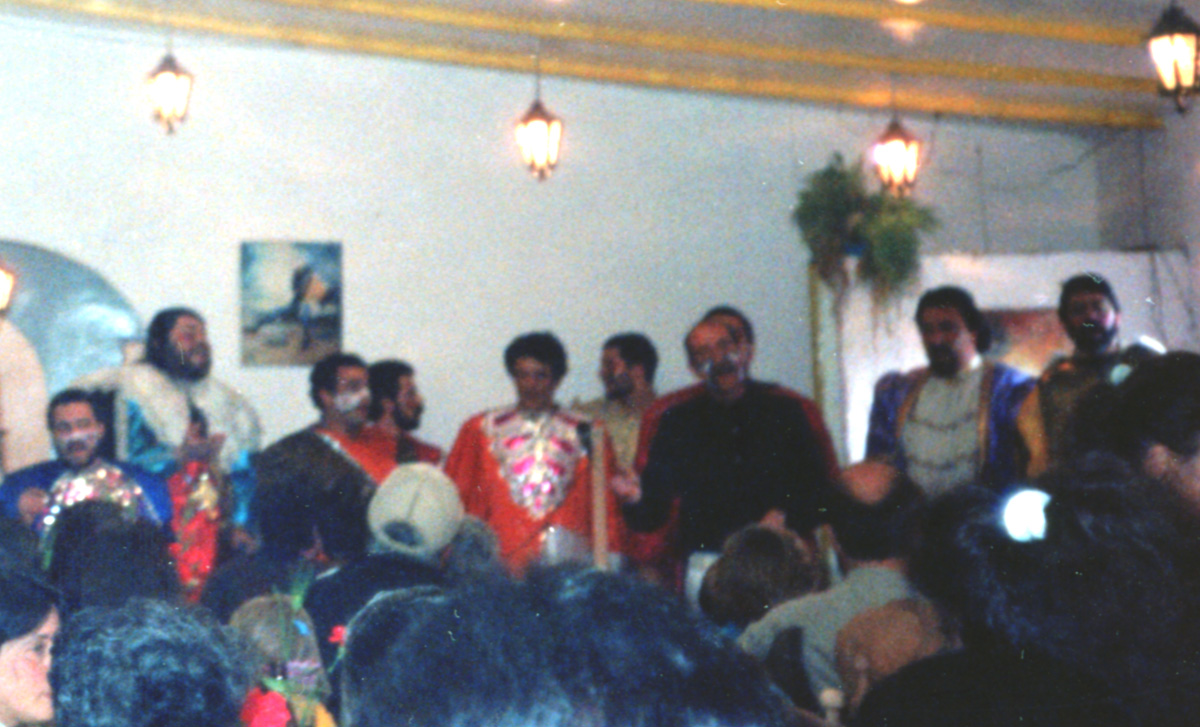
Inauguración de "La casa del Uruguay". Restaurante "El Charrúa" 25-ago-1990

## Jenny Cárdenas
En octubre de 1990 y en el ejercicio de reciprocidad latinoamericana, la cantautora Boliviana Jenny Cárdenas, representante de la nueva canción Boliviana, se presenta en Montevideo en una serie de recitales compartidos con La Mueca. Ella junto con la comunidad uruguaya hizo posible la presentación de la murga en la ciudad de La Paz, en agosto del 90. En una conferencia de prensa realizada en el Foyer del Teatro Solís, se dieron a a conocer la fechas de su presentación en Montevideo.

El repertorio de los recitales giró en torno a su disco editado en 1989: "Otro cantar" y algunos fragmentos de La Mueca 84 y 85. Fue acompañada por Mario Ipuche (bajo, coros), Dionel Scariato (percusión, coros), Gabriel Pujol (percusión), Sergio Paglietta (coros), Raúl Fagúndez (coros), Juan Maresca (percusión) y Ruben Colman (percusión).

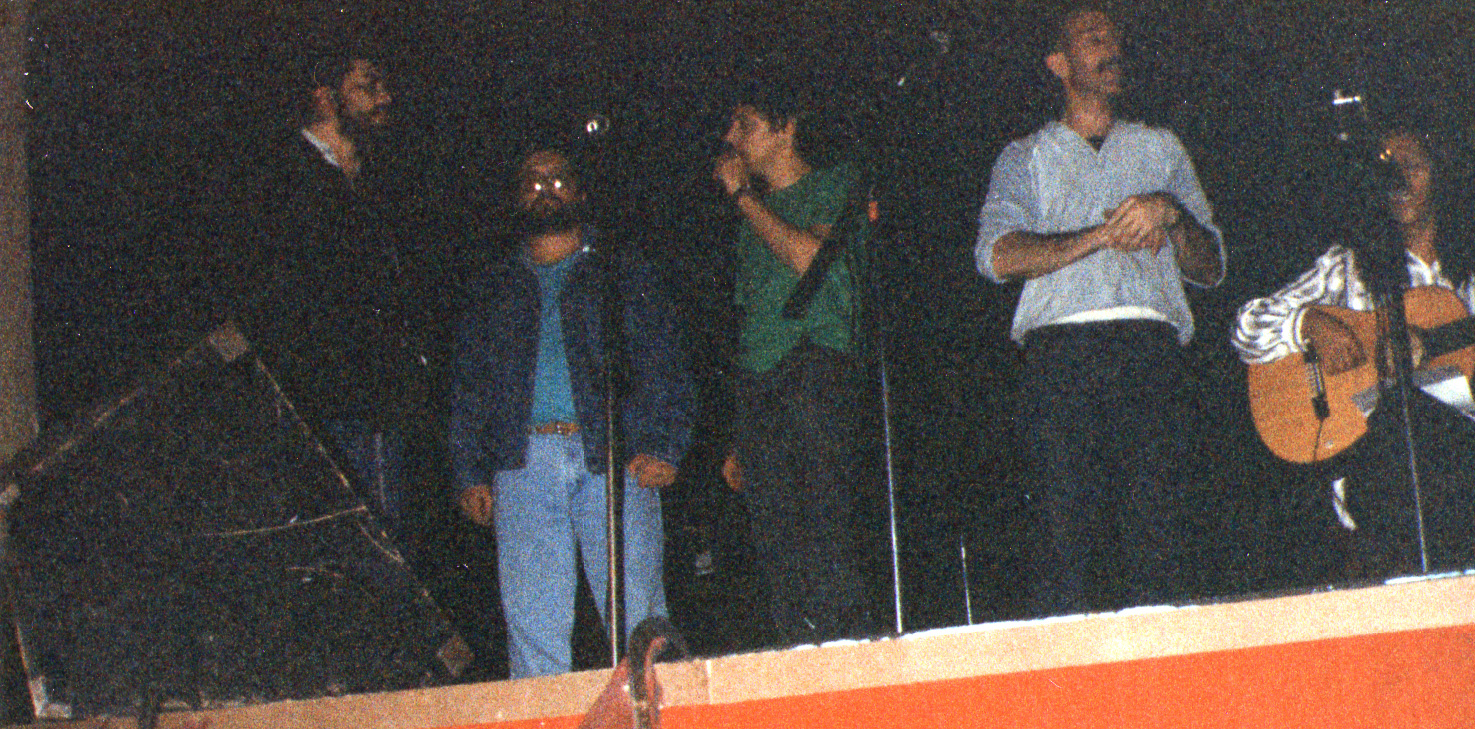
Fagúndez,Paglietta, Scariato, Ipuche. Cárdenas
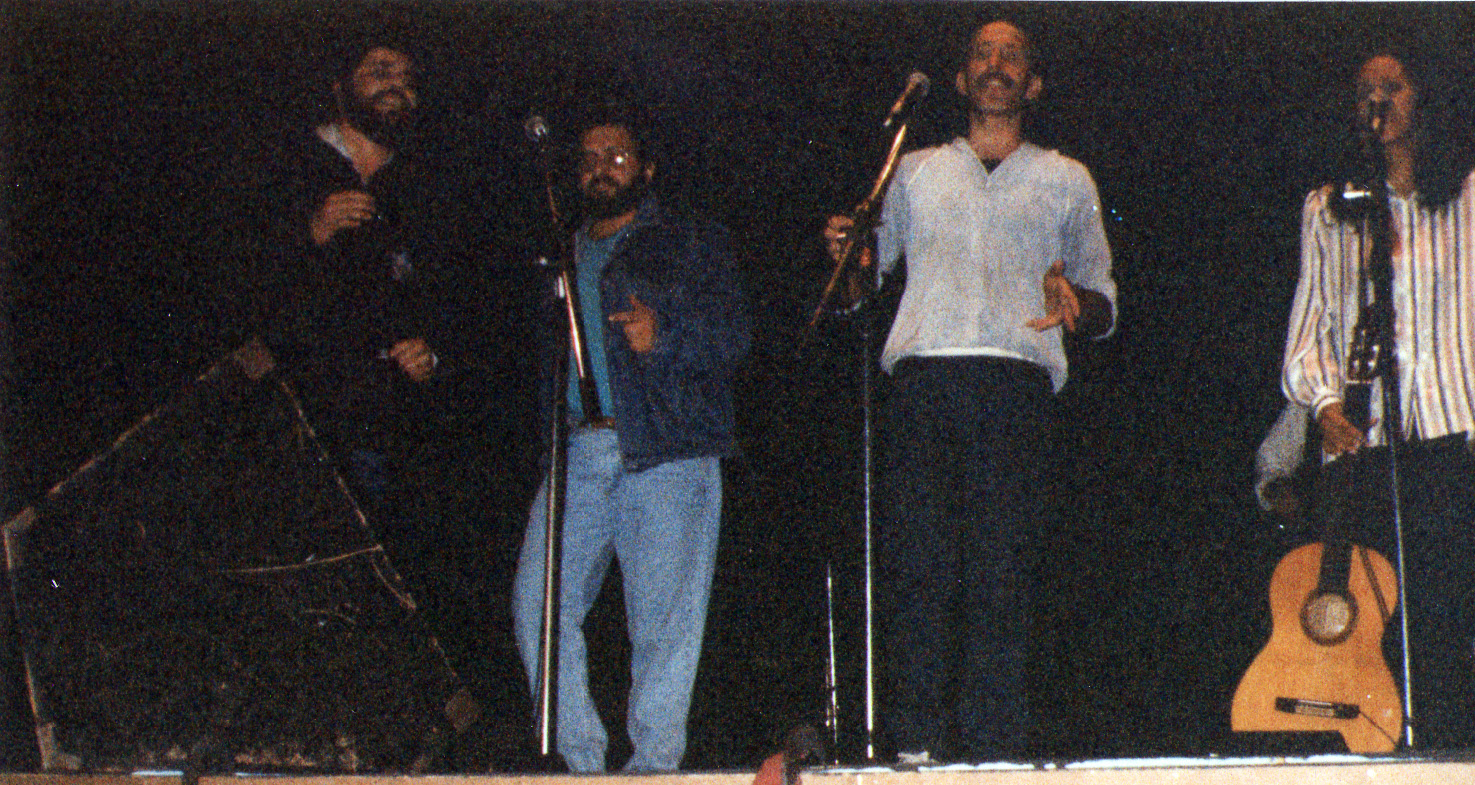
Fagúndez,Paglietta, Ipuche. Cárdenas
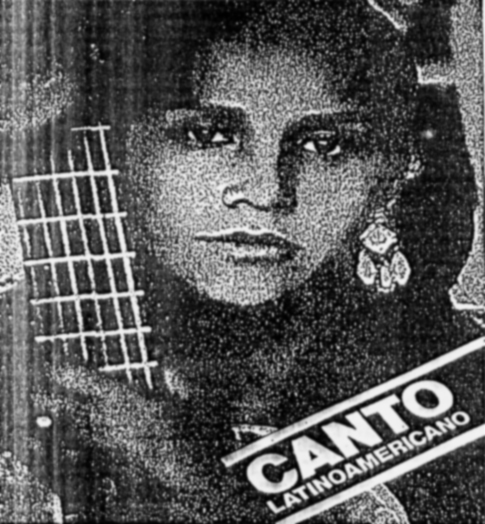
Jenny Cárdenas en Montevideo

## "Rompe la quietud"
"... la nueva novela de Lalo Barrubia, es, como cada libro de ella, a la vez urgente y demoledora. El narrador construye una nostalgia quieta con la que empieza hablando de su vida y, casi sin quererlo, termina contando la historia de la música uruguaya de los últimos cincuenta años".
"Lalo Barrubia (Montevideo, 1967). Escritora, traductora y performer. Como licenciada en Trabajo Social, se ha dedicado al trabajo comunitario y a la difusión cultural en la ciudad de Malmö, donde vive desde 2001".
En esta novela se cuentan, con lujo de detalles, los pormenores que sufrió La Mueca previo al Carnaval 1985 y posterior. Fundamentalmente con la Censura (resabios de la Dictadura), el Jurado del Concurso Oficial de Carnaval (el presidente del mismo integraba la Comisión de Censura) y con colegas carnavaleros:
"...componían sus propias músicas, o parte de ellas por lo menos; aparecían todos de negro, se cambiaban de vestuario en el escenario; tenían un repertorio que era un tema unitario, de principio a fin, cosa que nadie había hecho antes. Ahora es recomún, pero en ese momento fue revolucionario. Y por si fuera poco, el tema de ese año era un juicio a la dictadura. El único juicio público que se haya hecho a la dictadura lo hizo una murga. Chupate esa mandarina. Y además, desafiaron la censura y cantaron lo que se les dio la gana. En esto creo que también fueron los únicos". (Lalo Barrubia - 2018)